# 北京时间博物馆
北京时间博物馆，位于北京市东城区鼓楼东大街298号，是一座以时间为主题的博物馆，并设有艺术展厅。

## 简介
2010年初，在北京市东城区人民代表大会上，东城区发布消息称，“钟鼓楼·北京时间文化城”建设规划方案已经初步形成，2010年内将启动整体规划建设。根据该规划，钟鼓楼·北京时间文化城将以北京钟楼、鼓楼为核心，涵盖豆腐池胡同和张旺胡同以南、旧鼓楼大街以东、草厂胡同以西、鼓楼东大街和鼓楼西大街以北以及鼓楼东南角三角地块的区域，占地面积12.5公顷。规划准备在地上兴建时间纪念广场、纪念光带、庆典广场，在地下兴建时间科普厅等，预计2012年底建成。该方案出台后，由于涉及什刹海历史文化保护区及地下文物保护的问题，故引发文物保护界的强烈反对。但随着原东城区、原崇文区合并为新的东城区，以及东城区主要领导的变更，该规划搁浅。
由于该项目涉及全国重点文物保护单位北京钟鼓楼，所以国家文物局曾向北京市文物局发出公函，要求北京市文物局进行调查及说明。此后，北京市文物局上报《关于钟鼓楼·北京时间博物馆新建工程的请示》，请求国家文物局批准在什刹海历史文化保护区外围的空置地块兴建北京时间博物馆。
2010年底，“钟鼓楼·北京时间博物馆”项目获得国家文物局批复并开工建设，这也标志着此前的“钟鼓楼·北京时间文化城”项目终止。北京时间博物馆由北京皇城艺术馆负责筹建。项目地块位于北京鼓楼的东南方，东到鼓楼东大街268号，西到地安门内大街，北到鼓楼东大街，南到辛安里胡同22号，该地块已于2008年全部拆平，后为社会停车场。建筑用地面积0.6公顷，总建筑面积14720平方米，其中地上一层2674平方米，地下三层12046平方米。
2015年5月18日第39个世界博物馆日，北京时间博物馆试运营。整个博物馆为北京四合院式平房建筑，青砖灰瓦。开馆初期，该馆由一个常设展厅、一个临时展厅组成。常设展厅位于博物馆北部的地上一层，主要通过展板、模型和影像展示中华民族对时间认知的历史，并介绍了中国历法、计时器的发展过程，其中包括圭表、刻漏、浑天仪等，还展示该馆收藏的世界上仅存的两台清朝乾隆时期掐丝珐琅荷花缸钟之一。另外还展出清朝报时器圆明园十二生肖兽首铜像其中四尊牛、虎、猴、猪的仿品。临时展厅位于博物馆南部的地下三层，约1000平方米，常年举办文化艺术展览。